# ŽRK Livno
ŽRK Livno je bosanskohercegovački rukometni klub iz Livna. Sjedište je u ul. Zgona bb, Livno. Član Rukometnog saveza Herceg-Bosne. Predsjednica je Edita Vrdoljak. Klupske boje su plava i bijela. Klub ima i mušku sekciju, RK Livno.

## Vanjske poveznice
- Google+
- Livno 55[neaktivna poveznica]
- Facebook
- LiVideo[neaktivna poveznica]